# Tania Belvederesi
Tania Belvederesi (Ancona, 31 gennaio 1977) è un'ex ciclista su strada italiana, professionista dal 1999 al 2011.
Dal 2011 è assessore allo sport, turismo, politiche giovanili e pari opportunità presso il comune di Castelfidardo.

## Palmarès
- 2005 (Top Girls Fassa Bortolo - Hausbrandt Caffè, una vittoria)

1ª tappa, 2ª semitappa Tour de l'Ardèche (Vals-les-Bains > Cruas)

## Piazzamenti

### Grandi Giri
- Giro d'Italia

2001: 61ª
2003: 22ª
2004: 55ª
2005: fuori tempo massimo (7ª tappa)
2006: 91ª
2007: ritirata (5ª tappa)
2008: 82ª
2009: 66ª
2010: 84ª
2011: 103ª
- Grande Boucle Féminine

2000: ritirata (10ª tappa)
2001: 57ª

### Classiche monumento
- Giro delle Fiandre

2004: 52ª
2005: fuori tempo massimo
2006: 101ª
2009: 15ª
2010: 60ª

### Competizioni mondiali
- Campionati del mondo

Verona 2004 - In linea Elite: ritirata

### Competizioni europee
- Campionati europei

Kielce 2000 - In linea Under-23: 20ª